# Polusinteza
Polusinteza ili parcijalna hemijska sinteza je tip hemijske sinteze koji koristi jedinjenja izolovana iz prirodnih izvora (npr. biljne materijale, ili bakterijske ili ćelijske kulture) kao početnog materijala. Ti prirodni biomolekuli su obično veliki i kompleksni molekuli. Polusinteza se razlikuje od totalne sinteze u kojoj se veliki molekuli sintetišu iz malih gradivnih blokova putem dugog niza hemijskih reakcija.
Polusinteza se obično koristi kad je prekursorski molekul strukturno kompleksan, skup ili je proizvodnja totalnom sintezom nerentabilna. Krajnji polusintetički derivat obično prevazilazi originalni biomolekul u pogledu potentnosti, stabilnosti ili bezbednosti.
Lekovi izvedeni iz prirodnih izvora proizvode se berbom proizvoda ili korišćenjem polusintetičkih metoda: jedan primer je polusinteza LSD-a iz ergotamina, koji je izolovan iz ergot gljivičnih kultura. Komercijalna produkcija palitaksela je takođe bazirana na polusintezi.
Antimalarijski lek artemeter (komponenta koartema) je polusintezom izveden iz prirodnog artemisinina. Usled prisustva laktonske grupe prirodni proizvod je nestabilan i stoga je ta grupa zamenjena acetalom putem organske redukcije sa kalijum borohidridom i metoksilacijom: